# Monté Morris
Monté Robert Morris (Grand Rapids, 27 giugno 1995) è un cestista statunitense con cittadinanza nigeriana, di ruolo playmaker, professionista nella NBA.

## Carriera
È stato selezionato dai Denver Nuggets al secondo giro del Draft NBA 2017 (51ª scelta assoluta).

## Statistiche

### NCAA
| Anno      | Squadra           | PG  | PT  | MP   | TC%  | 3P%  | TL%  | RP  | AP  | PRP | SP  | PP   |
| --------- | ----------------- | --- | --- | ---- | ---- | ---- | ---- | --- | --- | --- | --- | ---- |
| 2013-2014 | Iowa St. Cyclones | 36  | 36  | 28,1 | 43,0 | 40,6 | 84,7 | 2,6 | 3,7 | 1,3 | 0,2 | 6,8  |
| 2014-2015 | Iowa St. Cyclones | 34  | 34  | 33,9 | 50,7 | 39,5 | 75,3 | 3,4 | 5,1 | 1,9 | 0,4 | 11,9 |
| 2015-2016 | Iowa St. Cyclones | 35  | 35  | 38,0 | 48,7 | 35,8 | 72,9 | 3,9 | 6,9 | 1,8 | 0,3 | 13,8 |
| 2016-2017 | Iowa St. Cyclones | 35  | 35  | 35,3 | 46,5 | 37,8 | 80,2 | 4,8 | 6,2 | 1,5 | 0,3 | 16,4 |
| Carriera  | Carriera          | 140 | 140 | 33,8 | 47,6 | 38,1 | 78,0 | 3,7 | 5,5 | 1,6 | 0,3 | 12,2 |

#### Massimi in carriera
- Massimo di punti: 30 vs Oklahoma State (11 gennaio 2017)[1]
- Massimo di rimbalzi: 10 (3 volte)
- Massimo di assist: 12 (2 volte)
- Massimo di palle rubate: 5 (2 volte)
- Massimo di stoppate: 2 (8 volte)
- Massimo di minuti giocati: 52 vs Oklahoma State (3 febbraio 2014)

### NBA

#### Regular Season
| Anno      | Squadra            | PG  | PT  | MP   | TC%  | 3P%  | TL%  | RP  | AP  | PRP | SP  | PP   |
| --------- | ------------------ | --- | --- | ---- | ---- | ---- | ---- | --- | --- | --- | --- | ---- |
| 2017-2018 | Denver Nuggets     | 3   | 0   | 8,4  | 66,7 | 0,0  | 100  | 0,7 | 2,3 | 1,0 | 0,0 | 3,3  |
| 2018-2019 | Denver Nuggets     | 82  | 6   | 24,0 | 49,3 | 41,4 | 80,2 | 2,4 | 3,6 | 0,9 | 0,0 | 10,4 |
| 2019-2020 | Denver Nuggets     | 73  | 12  | 22,4 | 45,9 | 37,8 | 84,3 | 1,9 | 3,5 | 0,8 | 0,2 | 9,0  |
| 2020-2021 | Denver Nuggets     | 47  | 13  | 25,5 | 48,1 | 38,1 | 79,5 | 2,0 | 3,2 | 0,7 | 0,3 | 10,2 |
| 2021-2022 | Denver Nuggets     | 75  | 74  | 29,9 | 48,4 | 39,5 | 86,9 | 3,0 | 4,4 | 0,7 | 0,2 | 12,6 |
| 2022-2023 | Wash. Wizards      | 62  | 61  | 27,3 | 48,0 | 38,2 | 83,1 | 3,4 | 5,3 | 0,7 | 0,2 | 10,3 |
| 2023-2024 | Detroit Pistons    | 6   | 0   | 11,3 | 36,4 | 18,2 | 50,0 | 2,0 | 1,3 | 0,2 | 0,2 | 4,5  |
| 2023-2024 | Minnesota T'wolves | 27  | 0   | 15,1 | 41,7 | 42,4 | 70,6 | 1,7 | 2,3 | 0,7 | 0,3 | 5,1  |
| 2024-2025 | Phoenix Suns       | 45  | 0   | 12,7 | 42,6 | 36,0 | 85,7 | 1,5 | 1,6 | 0,4 | 0,1 | 5,2  |
| Carriera  | Carriera           | 420 | 166 | 23,4 | 47,4 | 38,9 | 82,7 | 2,4 | 3,6 | 0,7 | 0,2 | 9,5  |

#### Play-off
| Anno     | Squadra            | PG | PT | MP   | TC%  | 3P%  | TL%  | RP  | AP  | PRP | SP  | PP   |
| -------- | ------------------ | -- | -- | ---- | ---- | ---- | ---- | --- | --- | --- | --- | ---- |
| 2019     | Denver Nuggets     | 14 | 0  | 16,0 | 38,4 | 0,0  | 69,2 | 1,4 | 2,6 | 0,4 | 0,1 | 5,4  |
| 2020     | Denver Nuggets     | 19 | 4  | 21,4 | 49,6 | 30,0 | 82,4 | 1,5 | 2,7 | 0,6 | 0,1 | 9,1  |
| 2021     | Denver Nuggets     | 10 | 1  | 28,6 | 43,1 | 40,0 | 72,4 | 2,4 | 5,5 | 1,0 | 0,2 | 13,7 |
| 2022     | Denver Nuggets     | 5  | 5  | 31,1 | 49,0 | 42,3 | 75,0 | 2,2 | 5,4 | 1,2 | 0,0 | 14,0 |
| 2024     | Minnesota T'wolves | 9  | 0  | 7,4  | 30,0 | 7,1  | 100  | 0,7 | 1,0 | 0,2 | 0,1 | 2,3  |
| Carriera | Carriera           | 57 | 10 | 20,0 | 44,0 | 30,1 | 76,7 | 1,6 | 3,1 | 0,6 | 0,1 | 8,3  |

#### Massimi in carriera
- Massimo di punti: 28 vs Portland Trail Blazers (1º giugno 2021)[2]
- Massimo di rimbalzi: 9 vs Los Angeles Clippers (19 gennaio 2022)
- Massimo di assist: 12 vs Indiana Pacers (28 ottobre 2022)
- Massimo di palle rubate: 5 vs Atlanta Hawks (8 dicembre 2018)
- Massimo di stoppate: 2 (5 volte)
- Massimo di minuti giocati: 45 vs Los Angeles Clippers (19 gennaio 2022)

### G League
| Anno      | Squadra       | PG | PT | MP   | TC%  | 3P%  | TL%  | RP  | AP  | PRP | SP  | PP   |
| --------- | ------------- | -- | -- | ---- | ---- | ---- | ---- | --- | --- | --- | --- | ---- |
| 2017-2018 | R.G.V. Vipers | 37 | 35 | 34,7 | 47,3 | 34,4 | 84,9 | 4,5 | 6,7 | 1,8 | 0,1 | 18,0 |
| Carriera  | Carriera      | 37 | 35 | 34,7 | 47,3 | 34,4 | 84,9 | 4,5 | 6,7 | 1,8 | 0,1 | 18,0 |